# Międzynarodowe Prawo Humanitarne (czasopismo)
Międzynarodowe Prawo Humanitarne (ang. International Humanitarian Law) – czasopismo naukowe, rocznik wydawany od 2010 r. w Gdyni przez Akademię Marynarki Wojennej (Wydział Dowodzenia i Operacji Morskich). Faktycznie czasopismo zostało zapoczątkowane wydaniem w 2008 r. wieloautorskiego dzieła pt. Międzynarodowe prawo humanitarne konfliktów zbrojnych. Wyzwania XXI wieku.
Czasopismo tworzy forum łączące teorię z praktyką, służące wymianie myśli i doświadczeń między wojskowymi i prawnikami. Wyraża to na stronie tytułowej motto: łączyć teorię z praktyką, by służyć człowiekowi na wojnie.
Każdy z tomów poświęcony jest innemu szczegółowemu tematowi z zakresu międzynarodowego prawa humanitarnego konfliktów zbrojnych. Dotychczas ukazały się tomy poświęcone m.in. konfliktowi rosyjsko-gruzińskiemu z 2008 r. (tom II), zasadom podejmowania działań przy użyciu siły (tom III) oraz rozkazowi wojskowemu, po raz pierwszy w Polsce selektywnej eliminacji (tom IV), ludobójstwu (tom V), implementacja prawa humanitarnego (tom VI), wojna na Ukrainie (tom VII), wymogi humanitaryzmu (tom VIII), Ius ad bellum versus jus in bello (tom IX), niemiędzynarodowe konflikty zbrojne (tom X/XI z 2019/2020).
Członkami rady naukowej czasopisma są m.in. Tadeusz Jasudowicz, Andrzej Makowski, Jerzy Menkes oraz Elżbieta Karska.
Artykuły publikowane są w języku polskim i angielskim.